# Buhovîci, Mostîska
Buhovîci (în ucraineană Буховичі) este un sat în comuna Pnikut din raionul Mostîska, regiunea Liov, Ucraina.

## Demografie
Componența lingvistică a localității Buhovîci
     Ucraineană (99,5%)
     Alte limbi (0,13%)
Conform recensământului din 2001, majoritatea populației localității Buhovîci era vorbitoare de ucraineană (99,5%), existând în minoritate și vorbitori de alte limbi.